# Брусенцевська сільська рада
Брусе́нцевська сільська рада (рос. Брусенцевский сельский совет) — сільське поселення у складі Усть-Пристанського району Алтайського краю Росії.
Адміністративний центр — село Брусенцево.

## Населення
Населення — 662 особи (2019; 821 в 2010, 1134 у 2002).

## Склад
До складу сільської ради входять:
| Населений пункт  | Населення, осіб (2002) | Населення, осіб (2010) |
| ---------------- | ---------------------- | ---------------------- |
| Брусенцево, село | 867                    | 648                    |
| Романово, село   | 267                    | 173                    |